# География Польши
Польша — государство в Восточной Европе, согласно другому разграничению — в Центральной Европе. Располагается большей частью на Среднеевропейской равнине, а также в северо-восточной части горных районов Центральной Европы. С севера омывается Балтийским морем. Общая площадь Польши — 312 658 км² (по площади занимает 69-е место в мире и 9-е — в Европе). Суша — 304 459 км², вода — 8220 км².

## Границы и береговая линия
В течение последнего тысячелетия территория Польши сильно варьировалась. В середине XVI века Польша была крупнейшей страной Европы, в другие времена польского государства вовсе не существовало. Современные границы были определены в 1945 году.
Общая протяжённость границ — 3528 км, из них 3047 км сухопутных, и 481 км — морских. С севера на юг и с запада на восток протяжённость Польши составляет около 720 км.
Границы с сопредельными территориями: Россия (Калининградская область) — 210 км, Литва — 91 км, Белоруссия — 605 км, Украина — 428 км, Словакия — 420 км, Чехия — 615 км, Германия — 456 км. Береговая линия — 440 км. Территориальные воды — 12 морских миль.
В западной части польского побережья на границе с Германией располагаются Померанская бухта и Щецинский залив лагунного типа, в который впадает Одра (вторая по величине река в Польше). Данный регион носит историческое название Западное Поморье. Восточная часть побережья называется, соответственно, Восточное Поморье. Там располагается Гданьская бухта, в которую впадает главная польская река Висла. В её западной части полуостров Хель отгораживает Пуцкий залив, в восточной — Вислинская коса отделяет Вислинский залив лагунного типа. В Щецинском и Гданьском заливах располагаются главные порты страны: Гданьск, Гдыня и Щецин.

## Рельеф

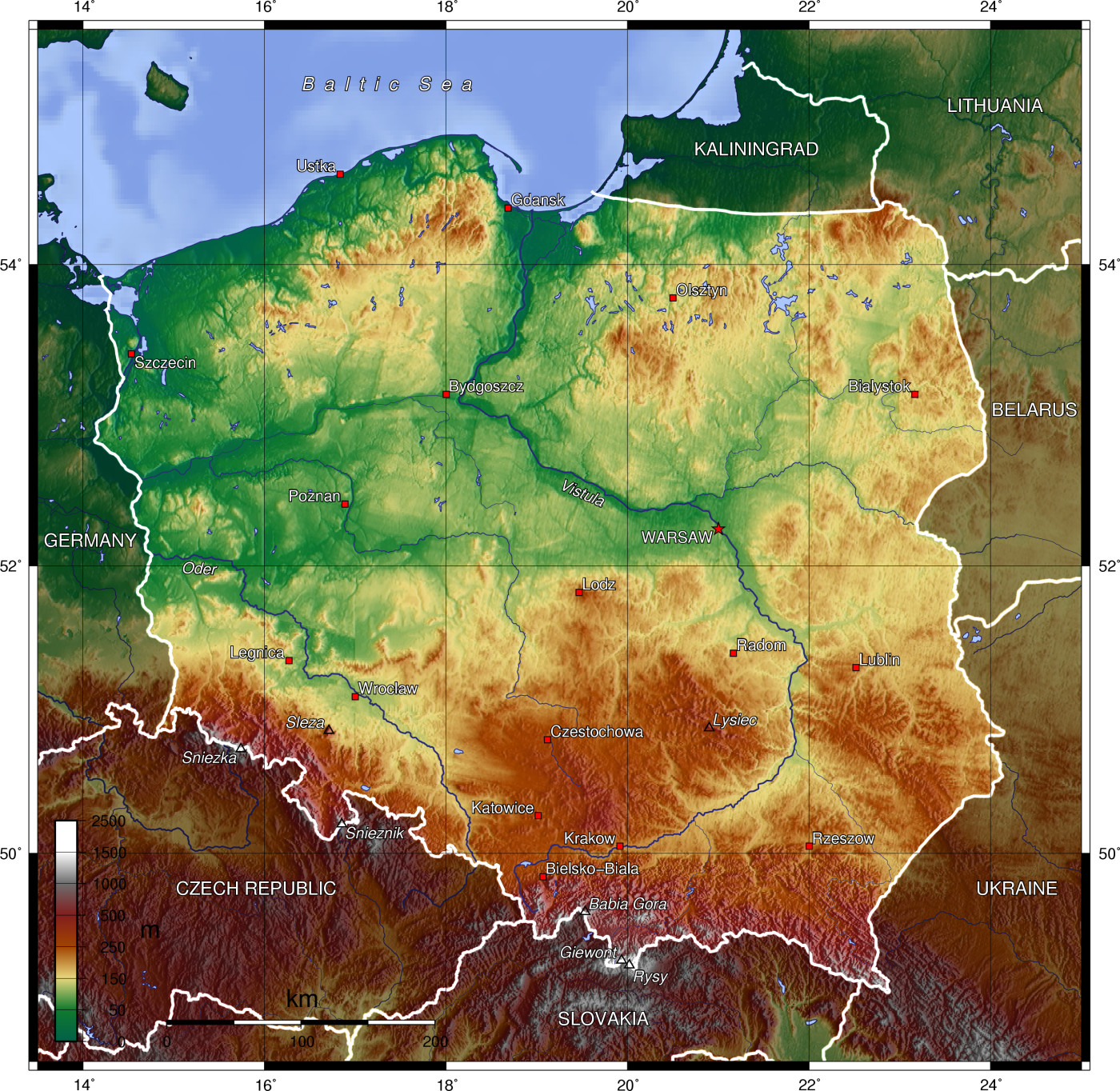
Топографическая карта Польши

Рельеф Польши, как и рельеф юго-восточной Прибалтики, сформировался в результате действия ледника, который несколько раз наступал и отступал на северную часть страны в плейстоцене (1,6 млн — 10 тыс. лет назад). Около 2/3 территории на севере и в центре страны занимает Польская низменность — часть Северо-Германской низменности. Побережье Балтийского моря низкое, с длинными песчаными косами и пляжами, окаймлено дюнами. К югу равнина переходит в полосу холмисто-моренного рельефа Балтийской гряды: Поморское и Мазурское поозерья, разделённые долиной Вислы. Данный рельеф очерчивает южную границу ледника при последнем максимуме оледенения.
Южнее Балтийской гряды в широтном направлении протягиваются Силезская, Великопольская, Мазовецко-Подлясская низменности, переходящие в невысокие возвышенности: Силезско-Малопольскую возвышенность, невысокие (до 600 м) Свентокшиские горы и в основном плоскую Люблинскую возвышенность.
В южной части страны располагаются горы: Судеты на западе и Карпаты на востоке. Между ними расположен перевал Моравские Ворота, который с давних времен пролегал торговый путь из Северной Европы в Южную. Судеты тянутся вдоль границы Польши и Чехии, их высшая точка — гора Снежка (1603 м). В польской части Карпат выделяют Бескиды, Бещады и Татры (наивысшая часть Карпат), где находится высшая точка страны — гора Рысы, 2499 м. Высокие Татры в Польше имеют острые горные пики, глубокие ущелья и ледниковые формы рельефа в гребневой зоне, а вершины Бескидов имеют округлые формы и в основном заросли лесом.
54,2 % территории расположено на высоте до 150 м над уровнем моря 36,9 % — от 150 до 300 м, 5,7 % — от 300 до 500 м, 2,9 % — от 500 до 1000 м н.у.м.
Природные ресурсы: уголь, сера, медь, природный газ, серебро, свинец, соль, древесина. В Судетах (города Валбжих и Клодзко) находится Нижнесилезский каменноугольный бассейн, имеются гранитные карьеры. В Верхней Силезии расположен один из самых крупных в Европе каменноугольных бассейнов.

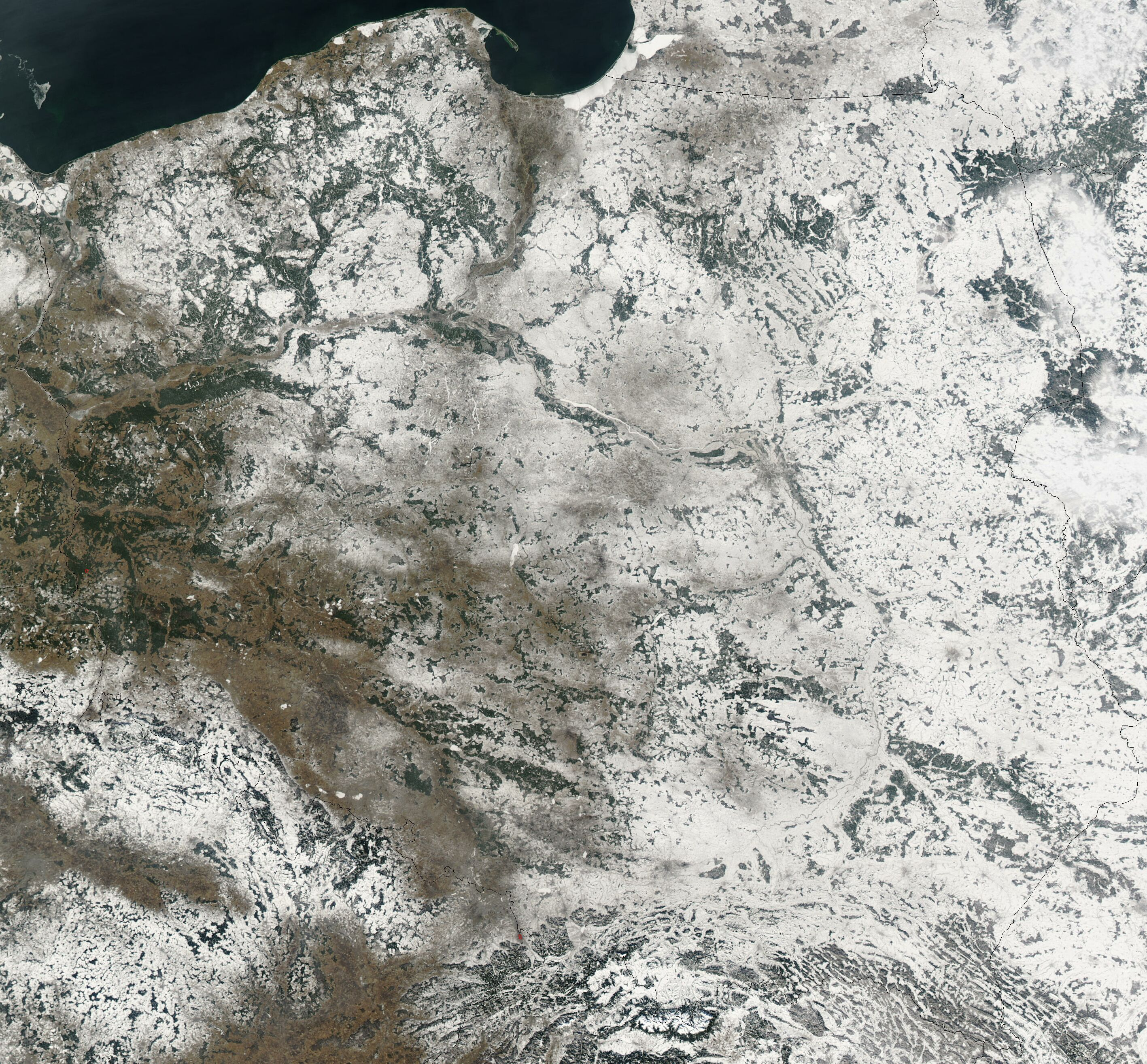
Спутниковый снимок Польши в феврале 2003 года

## Климат
Климат умеренный, переходный от морского к континентальному. На климатические условия влияют сталкивающиеся океанические массы с запада, холодный воздух с территории Скандинавии и России, а также более тёплый субтропический воздух с юга. В течение всего года с запада на восток над территорией Польши проходит ряд барических депрессий, принося облачную и дождливую погоду. Зимой, когда преобладают холодные континентальные воздушные массы, погода стоит холодная и безоблачная.
Средние температуры января от −1 до -4 °C (в горах до −8 °C), июля 17—19 °C (в горах до 10°).
В равнинных областях осадков выпадает 500—600 мм, в горах — местами свыше 1000 мм в год (до 1270 мм в Судетах и 2030 мм в Высоких Татрах). На севере страны максимальное количество осадков приходится на летний период, на юге — на зиму. Снежный покров лежит до трёх месяцев в году; в холодные зимы реки замерзают на 2-4 месяца.

## Водные ресурсы

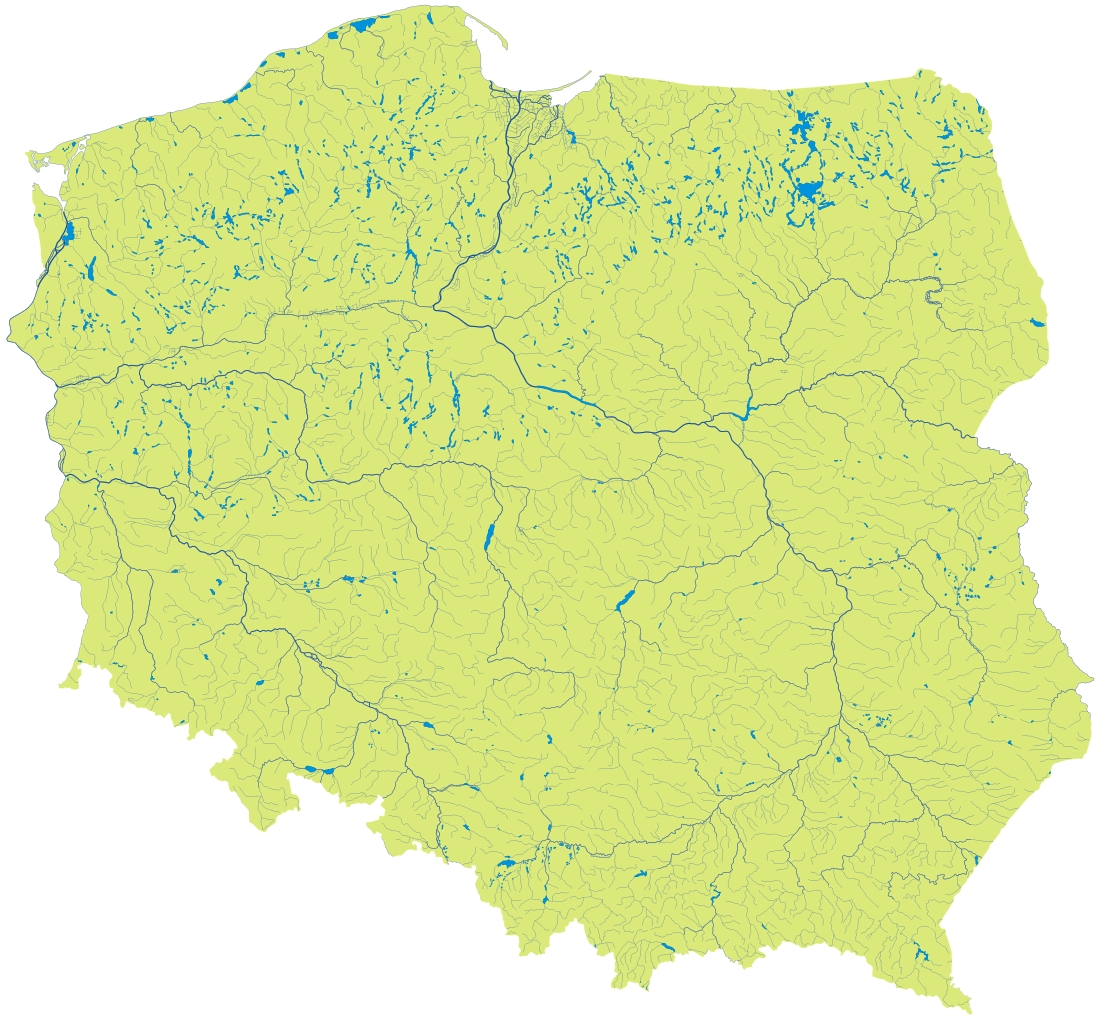
Гидрографическая карта Польши

По оценке 2005 года Польша обладает 63,1 км³ возобновляемых водных ресурсов, из которых в год потребляется 11,73 км³ (13 % на коммунальные, 79 % на промышленные и 8 % на сельскохозяйственные нужды).
Две основные речные системы на территории Польши относятся к бассейну Балтийского моря — Висла (с притоками Сан, Вепш и Западный Буг) и Одра (притоки Варта, Ныса-Лужицка и Бубр). Через Вислу проходит примерно половина всего стока страны, через Одру — треть. Обе реки судоходные (хотя для этого приходится часто проводить работы по очистке русла) и имеют густую сеть притоков. По прадолинам их бассейны соединены каналами между собой (Быдгощский канал), с речными системами Западной Европы, с рекой Неман (Августовский канал) и с Днепром (через Неман и Огинский канал). Истоки Вислы и Одры располагаются в южных горных районах. Одра сначала течёт в северо-западном направлении через Силезию, а в нижнем течении — на север, где по ней проходит государственная граница между Польшей и Германией. Течение Вислы — преимущественно на север. На ней расположены старая столица польского государства — Краков и современная — Варшава.

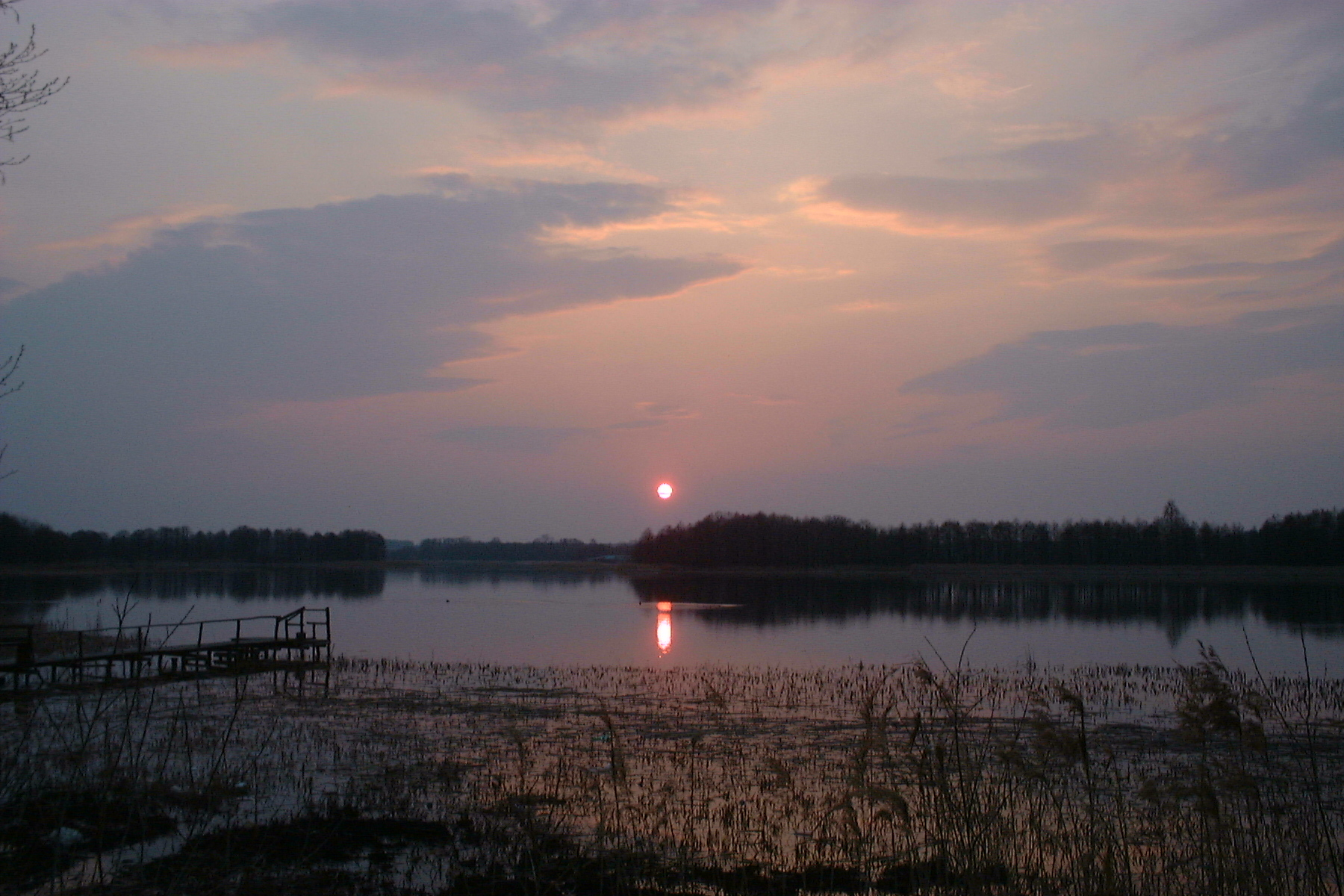
Озеро Вигры, Вигерский национальный парк

Высокая вода на реках Польши наблюдается дважды в год — весной паводок обусловлен таянием снега, в июле — летними дождями. Очень небольшая территория на юге Польши имеет сток в Дунай и Днестр, а на северо-востоке — в Неман.
Общее число озёр площадью более 1 га — примерно 9300. Озёра преимущественно сконцентрированы на севере, где составляют около 10 % территории. Крупнейшие озёра — Снярдвы и Мамры входят в группу Мазурских озёр.

## Почвы
На 2005 год пахотные земли занимали 40,25 % территории страны, на 1 % выращивались постоянные зерновые культуры. Орошается 1 тыс. км² (2003 год).
Почвы Польши преимущественно малоплодородны. Ближе к побережью они, как правило, песчаные, подзолистые (с содержанием выщелоченных ценных растворимых минералов) и для сельскохозяйственного использования требуют удобрений. По долинам рек и в прадолинах встречаются крупные торфяники с большим содержанием гумуса. В районах к северу от польских гор (Силезия и Малая Польша) на лёссовых отложениях преобладают хорошо дренируемые дерново-подзолистые и бурые почвы, на которых выращивают сахарную свеклу, рожь и картофель, есть также чернозём. Почвы горных районов имеют тонкий слой гумуса и низкое плодородие.

## Флора и фауна

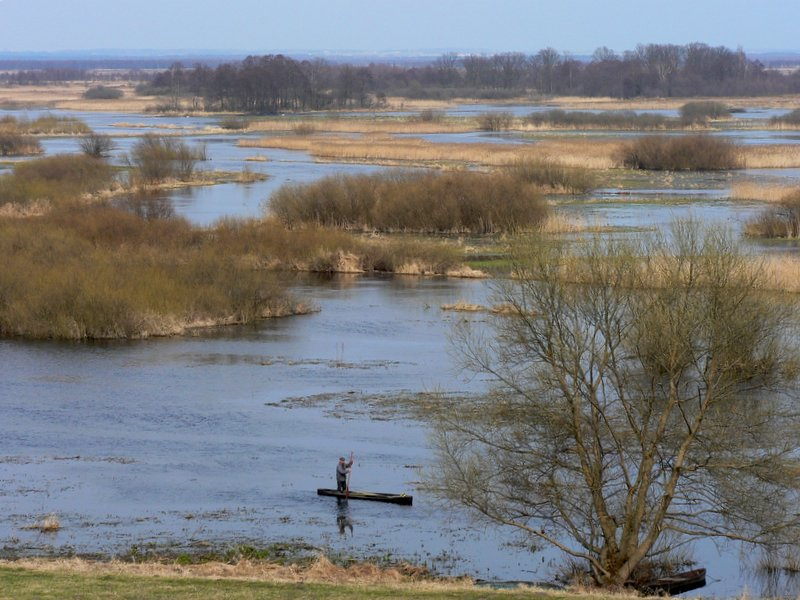
Река Бебжа, Бебжанский национальный парк

Растительность на территории Польши развивалась с последнего ледникового периода и включает в себя 2250 видов семенных растений, 630 мхов, 200 печёночников, 1200 лишайников и 1500 грибов. Среди семенных растений преобладают голарктические элементы. Среди немногочисленных эндемиков — лиственница польская (Larix polonica) и берёза ойковская (Betula oycoviensis). 
В торфяных болотах и горах сохранились некоторые виды реликтовой тундровой растительности.
Более 25 % территории занимают леса, на севере и востоке сохранились крупные лесные массивы: Беловежская, Августовская и другие пущи. 
Преобладающие породы — сосна, ель, в горах пихта. В западной и южной частях страны имеются смешанные леса (бук, дуб, берёза и клён). 
В долинах рек — пойменные луга, из деревьев преобладают ясень, тополь и ива. 
На северо-востоке (восточнее Поморского поозёрья) имеются низовые болота. Встречаются верещатники.
В горных районах — растительность приальпийского и альпийского поясов.

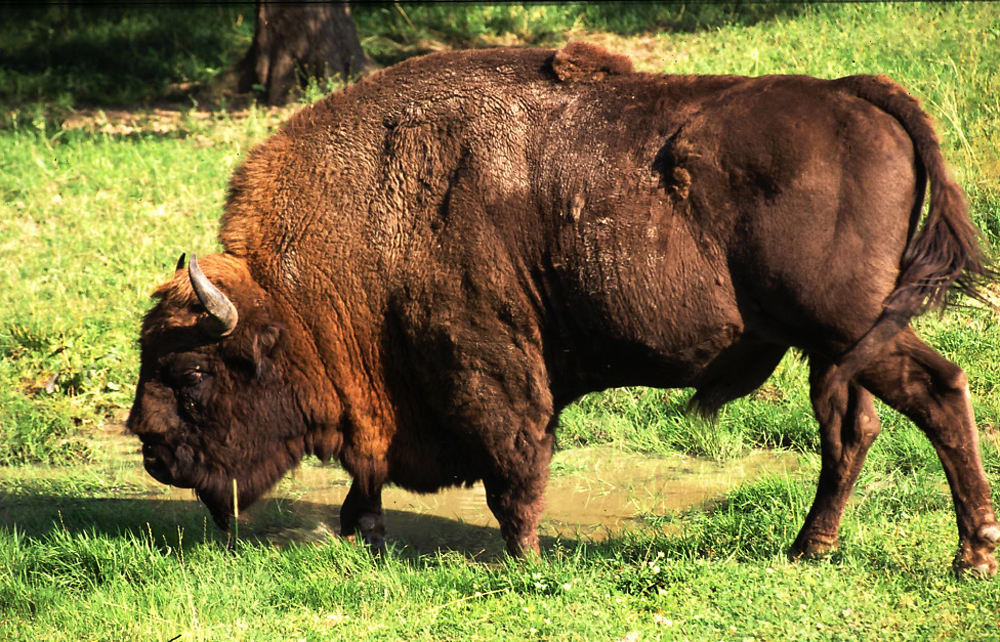
Зубр в Беловежской пуще

Фауна Польши относится к европейско-западносибирской зоогеографической области (часть Палеарктики). Дикая фауна обеднена из-за высокой освоенности территории человеком. Позвоночных животных насчитывается около 400 видов, включая многих млекопитающих и более чем 200 родных для региона видов птиц. В лесах водятся олени, кабаны и волки, в хвойных массивах на северо-востоке можно встретить лося. У рек обитают бобры, в горных лесах — медведи и дикие кошки, ещё выше можно встретить серну и сурка. В Беловежской пуще сохранились зубры, которые некогда населяли всю Европу.
Распространённые птицы: глухари, тетерева, куропатки. В прибрежной зоне Балтийского моря ведётся промысел на треску и салаку. Из около 20 национальных парков наиболее крупные: Беловежский национальный парк, Кампиноский национальный парк, Татранский национальный парк, Словиньский национальный парк.